# 格里塔·斯滕森
格里塔·斯滕森（Grétar Steinsson，1981年1月9日—）是冰岛足球运动员，司职后卫，目前效力于土耳其足球超级联赛球队开塞利。

## 俱乐部生涯
斯滕森在家乡球队錫格呂菲厄澤KS开始足球生涯，并在1999年加盟冰岛联赛球队阿克拉内斯。2004年，他转投瑞士足球超级联赛球队伯尔尼年轻人，然后又在2006年来到荷兰的阿尔克马尔。
2007年7月2日，阿尔克马尔一度宣布接受英超球队米德尔斯堡对斯滕森350万英镑的报价。米德尔斯堡主教练索斯盖特打算用他来填补帕纳比离开后留下的空缺。但后来阿尔克马尔宣布将斯滕森的身价提高到400万英镑，米德尔斯堡无法接受阿尔克马尔的报价而选择放弃。
2008年1月16日，博尔顿宣布以350万英镑的身价买入斯滕森。1月19日，他即在和纽卡斯尔联的比赛中第一次代表博尔顿出场。8月16日，他在博尔顿3比1击败斯托克城的比赛中打进自己的首个英超进球。2011/12赛季结束后，降级到英冠联赛的博尔顿决定不和斯滕森续约。
2012年8月22日，斯滕森和土耳其足球超级联赛球队开塞利签约2年。

## 国家队生涯
斯滕森在2002年3月在冰岛和巴西的友谊赛中替补出场，首次代表国家队比赛并在比赛中取得进球。